# Al calar della sera
Al calar della sera è un film del 1992 diretto da Alessandro Lucidi.
È l'ultimo film dell'attore Gianluca Favilla.

## Trama
Un'avvenente modella per la pubblicità, viene perseguitata da uno sconosciuto, che le sconvolgerà completamente la routine quotidiana.